# Брукер (Флорида)
Брукер (англ. Brooker) — небольшой город (таун), расположенный в округе Брадфорд (штат Флорида, США) с населением в 352 человека по статистическим данным переписи 2000 года.

## География
По данным Бюро переписи населения США город Брукер имеет общую площадь в 1,29 квадратных километров, водных ресурсов в черте населённого пункта не имеется.
Город Брукер расположен на высоте 39 м над уровнем моря.

## Демография
По данным переписи населения 2000 года в Брукерe проживало 352 человека, 93 семьи, насчитывалось 123 домашних хозяйств и 136 жилых домов. Средняя плотность населения составляла около 272,87 человека на один квадратный километр. Расовый состав населённого пункта распределился следующим образом: 97,44 % белых, 0,57 % — чёрных или афроамериканцев, 0,85 % — представителей смешанных рас, 1,14 % — других народностей. Испаноговорящие составили 3,12 % от всех жителей.
Из 123 домашних хозяйств в 36,6 % воспитывали детей в возрасте до 18 лет, 60,2 % представляли собой совместно проживающие супружеские пары, в 13,8 % семей женщины проживали без мужей, 23,6 % не имели семей. 22,8 % от общего числа семей на момент переписи жили самостоятельно, при этом 8,9 % составили одинокие пожилые люди в возрасте 65 лет и старше. Средний размер домашнего хозяйства составил 2,69 человек, а средний размер семьи — 3,16 человек.
Население города по возрастному диапазону по данным переписи 2000 года распределилось следующим образом: 26,1 % — жители младше 18 лет, 8,8 % — между 18 и 24 годами, 24,1 % — от 25 до 44 лет, 25,0 % — от 45 до 64 лет и 15,9 % — в возрасте 65 лет и старше. Средний возраст жителей составил 38 лет. На каждые 100 женщин в Брукерe приходилось 86,2 мужчин, при этом на каждые сто женщин 18 лет и старше приходилось 88,4 мужчин также старше 18 лет.
Средний доход на одно домашнее хозяйство составил 40 000 долларов США, а средний доход на одну семью — 40 938 долларов. При этом мужчины имели средний доход в 29 000 долларов США в год против 22 000 долларов среднегодового дохода у женщин. Доход на душу населения составил 40 000 долларов в год. 8,8 % от всего числа семей в населённом пункте и 14,0 % от всей численности населения находилось на момент переписи населения за чертой бедности, при этом 2,6 % из них были моложе 18 лет и 22,0 % — в возрасте 65 лет и старше.